# Apohyale gulbenkiani
Apohyale gulbenkiani is een vlokreeftensoort uit de familie van de Hyalidae. De wetenschappelijke naam van de soort is voor het eerst geldig gepubliceerd in 1962 door Mateus & Mateus.